# 황효원
황효원(黃孝源, 1414년 ~ 1481년)은 조선(朝鮮)의 문관(文官) 겸 정치인 및 시인(詩人)이자 공신(功臣)이다.

## 생애

### 생애 초기
그의 본관(관향)은 상주(尙州)이고 자(字)는 자영(子永)이며 아호(雅號)는 소원(少原)이고 시호(詩號)는 양평(襄平)이며 1414년 경기도 용인에서 출생하였고 경상도 상주에서 잠시 유년기를 보낸 적이 있는 그는 이후 경기도 용인에 다시 귀향하여 청소년기를 지냈다.

### 가계 배경
그의 6대조부 황석주(黃石柱)는 원 제국 간섭기 고려(元 帝國 干涉期 高麗) 시대에 상주국(上柱國)이라는 관직을 지낸 호족(豪族)이다.
아울러 그의 친조부 황을구(黃乙耉)는 고려(高麗) 시대 말기에 성균관 강독관(成均館 講讀官)을 지내었으며 고려(高麗) 멸망 이후에는 고려(高麗) 시대 말기의 찬성사(贊成事) 직위 전력자 안익(安翊), 고려(高麗) 시대 말기의 성균관 교수(成均館 敎授) 직위 전력자 강인(姜茵)과 함께 관직을 잃고 각자 낙향하여 야인 유자(野人 儒者) 신세를 지내고 있다가 조선(朝鮮) 시대 초기에 삼봉 정도전(三峯 鄭道傳)의 천거로 인하여 안익(安翊)·강인(姜茵)과 아울러 조선 조정에 중용되어 세자시강원 강독관(世子侍講院 講讀官)이라는 관직(官職)을 지내었다가 제1차 왕자의 난이 일어나자 안익(安翊), 강인(姜茵)과 동반 퇴출되어 이후 경기도 용인에 낙향한 학행급 관료 직위자(學行級 官僚 職位者)이고 1414년 경기도 용인에서 황을구(黃乙耉)의 손자이며 황사간(黃士幹)의 아들로 출생한 그는 어린 시절에 아버지 황사간(黃士幹)을 여의고 조부 황을구(黃乙耉)의 엄훈(嚴訓) 하에 자라며 경상도 상주에서 잠시 유년기를 보내었다.

### 과거에 급제한 이후의 일생
그는 조선 세종대왕(朝鮮 世宗大王) 치세 시기였던 1441년에 28세의 나이로 식년 문과에 장원 급제를 하여 문종(文宗)·단종(端宗) 임금 시기에까지 중간급  관직을 지내었다가 이후 세조(世祖) 때에는 공신(功臣)에 책록되었고, 사헌부 대사헌, 육조의 참판, 경기,충청,강원도 관찰사, 개성유수, 한성판윤, 양관대제학,이조판서, 형조판서(工曹判書)를 거쳐 의정부 좌찬성(議政府 左贊成)에까지 직위를 지낸 문관(文官)이며 [조선 성종|성종(成宗)]] 12년 1481년에 향년 68세로 하세하였다.